# 朱继先 (1913年)
朱继先（1913年—1966年7月14日），男，江西莲花人，中华人民共和国政治人物，曾任江西省人民委员会副省长，中共八大代表。

## 生平
1930年加入中国共产主义青年团，1930年参加中国工农红军。1931年转入中国共产党。任红六军团政治部党总支书记、八路军第一二〇师团政委。1942年入中央党校学习。
抗战胜利后任东北民主联军嫩江军区洮南军分区副司令员、突泉中心县委书记、东北军区骑兵师政委。
中华人民共和国成立后，任江西省军区后勤部政委、吉安地委书记、江西省人民委员会副省长。